# Furia (denktank)
Furia, van 1972 tot 2016 Vrouwen Overleg Komitee (VOK), is een Vlaamse, feministische en pluralistische overleg- en actiegroep die maatschappijkritische reflectie koppelt aan concrete actie. Het is een vrijwilligersorganisatie van individuele vrouwen die op maandelijkse ledenvergaderingen actuele thema’s bespreken die leiden tot opiniestukken, standpunten, acties en activiteiten. Aangevuurd door verontwaardiging over ongelijkheden in de samenleving ijvert Furia voor een solidaire en inclusieve samenleving, zonder armoede, ongelijkheid en discriminatie. Naast een actieve deelname aan het maatschappelijk debat organiseert Furia verschillende activiteiten waarvan de jaarlijkse Nationale Vrouwendag de bekendste is.

## Geschiedenis
Nadat het tijdschrift "De Nieuwe Maand" een thema nummer uitbracht over het feminisme van onder andere de Dolle Mina’s besloot de vrouwelijke redactie een discussieweekend te organiseren over de positie van de vrouw. De deelneemsters kwamen uit de vakbonden, vrouwenorganisaties, politieke partijen en middenveldorganisaties zoals de Gezinsbond. Voor het eerst in de Belgische emancipatiegeschiedenis werd er, over de partij- en zuilgrenzen heen, dwars politieke en culturele scheidingslijnen én op landelijk niveau nagedacht over algemene emancipatievraagstukken. Hierop volgde de oprichting van het Vrouwen Overleg Komitee in 1972. Medestichtster waren onder andere Lily Boeykens, Rita Mulier en Ireen Daenen. Belgische feministes zoals Cecile Rapol, Monika Triest, Ida Dequeecker, Kitty Roggeman, Liliane Versluys en Reina Ascherman zijn lid bij Furia.
Toen in mei van datzelfde jaar 1972 de voorbereiding van start ging voor een feministisch evenement op 11 november, was het VOK het aanspreekpunt aan Nederlandstalige kant. Het immense succes van de eerste Nationale Vrouwendag (bijna 10.000 bezoeksters in de Passage 44 in Brussel) maakte de organisatie meteen bekend bij pers en publiek.
De jaren daarna bleef het VOK haar rol van denktank en actiegroep opnemen. Met uitgesproken visies, van het ‘urgentieprogramma aan de regering’ uit 1974, over de lange strijd voor abortus uit het strafrecht en het protest tegen de economische crisis doorheen de jaren 1980 tot het recentere hoofddoekendebat. In 2016 werd de organisatie omgevormd tot Furia.
| VOK       | Voorzitster          |
| --------- | -------------------- |
| 1973-1981 | Rita Mulier          |
| 1981-1983 | Monika Triest        |
| 1984-1991 | Anne-Sofie Van Neste |
| 1991-1994 | Katrien Boone        |
| 1994-1995 | Bea Elskens          |
| 1995-2001 | Leen Vandamme        |
| 2001-2004 | Sandra Galbusera     |
| 2004-2008 | Kitty Roggeman       |
| 2008-2013 | Els Flour            |
| 2013-2014 | Eveline Cortier      |
| 2014-2016 | Els Flour            |

| Furia      | Voorzitster                     |
| ---------- | ------------------------------- |
| 2016-2017  | Els Flour                       |
| 2017-heden | Merel Terlien & Iris Verschaeve |